# Fernando Merino
Pour les articles homonymes, voir Merino.
Fernando Merino Boves, né en 1931 à Madrid et mort en 2006 dans la même ville, est un assistant réalisateur, un scripte et réalisateur de cinéma et de télévision espagnol. 
Ses frères travaillent également dans le cinéma : le réalisateur José Luis Merino et le chef opérateur Manuel Merino Boves.

## Biographie
Il commence son activité cinématographique en tant qu'assistant réalisateur sur un grand nombre de films jusqu'au milieu des années 1960. Grâce à son amitié avec le producteur José Luis Dibildos (es), il a eu l'occasion de réaliser son premier film Lola, espejo oscuro (es) (1966), d'après la célèbre pièce de Darío Fernández Flórez (es). À cause de ce premier film, il a maille à partir avec la censure franquiste mais il lui vaut également le Premio Antonio Barbero du Círculo de Escritores Cinematográficos. Au cours des années 1960 et 1970, il a réalisé un total de dix-huit films. Il réalise également quatre épisodes et écrit le scénario de la célèbre série Curro Jiménez et il joue dans le film Nacional III (1982) de Luis García Berlanga.

## Filmographie partielle
- 1966 : Lola, espejo oscuro (es)
- 1967 : Amor a la española
- 1968 : La dinamita está servida (es)
- 1968 : Los subdesarrollados (es)
- 1969 : La que arman las mujeres (es)
- 1969 : Turistas y bribones (es)
- 1970 : Con la música a otra parte
- 1971 : Los días de Cabirio (es)
- 1971 : No desearás la mujer del vecino
- 1971 : Préstame quince días (es)
- 1972 : Pisito de solteras
- 1972 : ¡Qué noche de bodas, chicas!
- 1973 : El padrino y sus ahijadas
- 1974 : Dick Turpin (es)
- 1975 : El Comisario G
- 1975 : El erotismo y la informática
- 1976 : Amor casi... libre
- 1978 : Réquiem por un empleado (es)